# Сан Костанцо (Перуђа)
Сан Костанцо је насеље у Италији у округу Перуђа, региону Умбрија.
Према процени из 2011. у насељу је живело 33 становника. Насеље се налази на надморској висини од 386 м.